# Karpathit
Karpathit (ehemals Pendletonit, 1971 umbenannt) ist ein eher selten vorkommendes Kohlenwasserstoff-Mineral aus der Mineralklasse der organischen Verbindungen. Es kristallisiert im monoklinen Kristallsystem mit der chemischen Zusammensetzung C24H12 und bildet gelbe bis gelbgrüne, durchsichtige Kristalle, die einen Glanz ähnlich Glas oder Diamant aufweisen. Chemisch handelt es sich um den polyzyklischen aromatischen Kohlenwasserstoff Coronen.

## Etymologie und Geschichte
Erstmals entdeckt wurde Karpathit bei Olenjowo (auch Olenevo) in der ukrainischen Oblast Transkarpatien. Die Erstbeschreibung erfolgte 1955 durch G. L. Piotrowski (russisch Г. Л. Пиотровский), der das Mineral nach dessen Typlokalität in den Karpaten  (früher: Karpathen) benannte.
Ein Aufbewahrungsort für das Typmaterial des Minerals ist bisher nicht bekannt.

## Klassifikation
Bereits in der veralteten 8. Auflage der Mineralsystematik nach Strunz gehörte der Karpathit zur Mineralklasse der „Organischen Verbindungen“ und dort zur Abteilung der „Kohlenwasserstoffe“, wo er zusammen mit Branchit (ehemals Hartit), Dinit, Fichtelit, Flagstaffit, Kratochvílit, Simonellit und dem inzwischen als fraglich geltenden Phylloretin sowie im Anhang mit Idrialin, Kladnoit, Refikit und den ebenfalls als fraglich geltenden Graebeit, Scharizerit und Ulmit die Gruppe der „Carbocyclischen Verbindungen“ mit der System-Nr. IX/B.02 bildete.
Im zuletzt 2018 überarbeiteten und aktualisierten Lapis-Mineralienverzeichnis nach Stefan Weiß, das sich aus Rücksicht auf private Sammler und institutionelle Sammlungen noch nach dieser alten Form der Systematik von Karl Hugo Strunz richtet, erhielt das Mineral die System- und Mineral-Nr. IX/B.02-60. In der „Lapis-Systematik“ entspricht dies der Abteilung „Stickstoff-freie Kohlenwasserstoffe“, wo Karpathit zusammen mit Dinit, Fichtelit, Flagstaffit, Hoelit, Idrialin, Branchit, Kratochvílit, Phylloretin, Ravatit, Refikit, Simonellit und Wampenit eine Gruppe mit „Ringförmigen Strukturen“ bildet.
Auch die von der IMA zuletzt 2009 aktualisierte 9. Auflage der Strunz’schen Mineralsystematik ordnet den Karpathit in die Abteilung der „Kohlenwasserstoffe“ ein. Diese ist allerdings weiter unterteilt und das Mineral ist in der unbenannten Unterabteilung „10.BA“ zu finden, wo es als einziges Mitglied die unbenannte Gruppe 10.BA.30 bildet.
Die vorwiegend im englischen Sprachraum gebräuchliche Systematik der Minerale nach Dana ordnet den Karpathit ebenfalls in die Klasse und dort in die gleichnamige Abteilung der „Organischen Minerale“ ein. Hier ist er als einziges Mitglied in der unbenannten Gruppe 50.03.07 innerhalb der Unterabteilung „Salze organischer Säuren (Kohlenwasserstoffe)“ zu finden.

## Kristallstruktur

Struktur von Karpathit (chemisch Coronen)

Karpathit kristallisiert im monoklin-prismatischen Kristallsystem in der Raumgruppe P21/c (Raumgruppen-Nr. 14) oder P21/n (Nr. 14, Stellung 2) mit den Gitterparametern a = 10,03 Å; b = 4,69 Å und c = 16,01 Å; β = 69,0° sowie zwei Formeleinheiten pro Elementarzelle.
Die Kristallstruktur von Karpathit besteht aus sechs anellierten Benzolringen.

## Eigenschaften
Unter Bestrahlung mit langwelligem UV-Licht wird Karpathit zu einer kräftigen, strohgelben Fluoreszenz angeregt. Die Mohshärte beträgt wie die von Talk nur 1, was bedeutet, dass das Mineral bereits mit dem Fingernagel geritzt werden kann. Mit einer Dichte von 1,35 bis 1,4 g/cm³ ist es nur wenig schwerer als Wasser (1 g/cm³).

## Bildung und Fundorte

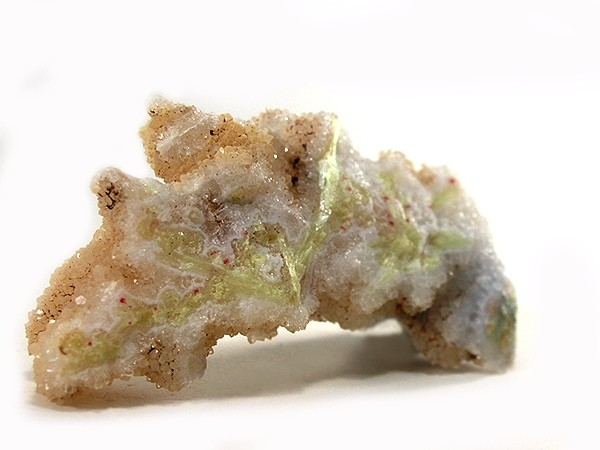
Karpathit (gelb) als Teileinschluss in mikrokristallinem Quarz aus der „Picacho Mine“ bei New Idria, San Benito County, Kalifornien, USA

Karpathit bildet sich durch hydrothermale Vorgänge niedriger Temperatur in Hohlräumen von Diorit-Porphyr-Gesteinen. Begleitet wird er von Baryt, Calcit, Cinnabarit, Idrialin, Quarz und anderen.
Als Fundorte sind bisher neben seiner Typlokalität Transkarpatien nur noch bei Prešov in der Slowakei und Kalifornien in den USA.